# Movimiento de Liberación Nacional Vasco
«Movimiento de Liberación Nacional Vasco» (MLNV o ENAM, por sus siglas en euskera) es una expresión acuñada en la II Asamblea de ETA en 1963 que fue recibida por parte de la academia y también por parte de los medios de comunicación a finales del siglo XX, para englobar al movimiento político y social formado por organizaciones  nacionalistas vascas cuya pretensión era la constitución de un estado-nación vasco, Euskal Herria, sobre la base de la ideología propia de la «izquierda abertzale» (lit. 'patriota' o 'nacionalista'). Algunas de estas organizaciones no excluían el uso del terrorismo.
La organización terrorista  ETA fue señalada como la princicipal referente sobre este entramado de organizaciones al considerar que ejercía una influencia central en a definición de sus estrategias y líneas de actuación de este movimiento, marcando las directrices a seguir por el resto de organizaciones que actuarían como satélites de ésta. Esto ha llevado a que las autoridades de España, Francia, la Unión Europea y el Departamento de Estado de los Estados Unidos, persigan policial y jurídicamente a los miembros de algunas de las organizaciones del MLNV por su connivencia con la actividad de ETA.
El MLNV y sus actuaciones fueron duramente criticadas por el resto de los partidos nacionalistas vascos, como por ejemplo el Partido Nacionalista Vasco o Eusko Alkartasuna los cuales fueron amenazados por este motivo; pese a ello, algunos sectores políticos españoles han señalado que estos mismos partidos pudieran pertenecer al MLNV.

## Ideología
El MNLV siguió una trayectoria ideológica adaptándose a los cambios políticos y definiendo metas y objetivos cambiantes, según las variables políticas y sociales.
Algunos estudiosos de la violencia política en el País Vasco constatan que entre los seguidores del nacionalismo vasco más radical se ha creado una suerte de «contrasociedad»,que mimetiza las organizaciones sociales de un estado propio que en la práctica no existe. Esta contrasociedad no oficial fue entendida por ETA y los miembros del MLNV como el auténtico «pueblo vasco», por lo que cualquier ataque a una parte del entramado de dicha contrasociedad, se asimila a un ataque al pueblo vasco en su conjunto.
La inspiración del MNLV provino de los movimientos surgidos tras el Mayo del 68, donde los nuevos revolucionarios criticaban frontalmente el papel que tenían los partidos políticos, especialmente por su tendencia a los personalismos en torno a un líder. Es por ello que intentan huir del modelo de organización política en torno a un liderazgo individual.

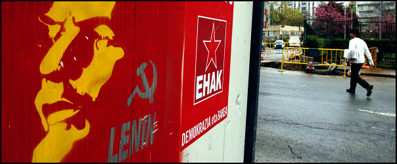
Cartel electoral de EHAK-PCTV junto a una pintada comunista.

Esta contrasociedad que mimetiza al Estado ha sido considerada por la socióloga Izaskun Sáez de la Fuente como una «religión de sustitución».

## Características
Para entender el nacimiento y características del MLNV hay que relacionarlo a un movimiento mucho más general, el de los movimientos de liberación nacional surgidos en la segunda mitad del siglo XX, grupos revolucionarios guerrilleros como el vietcong y el Frente Sandinista de Nicaragua, por ejemplo. En ese tiempo tuvieron su nacimiento tanto ETA como HB y LAB.
Fue Mao Zedong quien puso las bases de formalización de los movimientos de liberación nacional:
1. Un modelo de organización político-militar, derivado de la existencia de un grupo armado emblemático. La política apoya la acción guerrillera y lo militar tiene una finalidad política.[22]
2. La asunción de la doctrina del nacionalismo revolucionario: «En una lucha de carácter nacional, la lucha de clases toma la forma de lucha nacional, lo que manifiesta la identidad de las dos luchas». Así, cada movimiento de «liberación nacional» adquiere una manifestación propia de socialismo patriótico como cobertura ideológica y se une a los partidos o grupos revolucionarios más convencionales (antiguos partidos comunistas, sindicatos...) en una alianza contra el «imperalismo», tome este la forma que tome según el carácter nacional.[22] En estos movimientos de liberación la «independencia nacional» del nacionalismo clásico es sólo el entorno en el que se enmarca la «independencia de clase» de un movimiento marxista revolucionario que mantiene los valores de la lucha de desgaste político-militar constante y prolongada contra el sistema.[23][22]

La acción del MLNV, en coherencia con los principios establecidos por Mao Zedong en China, se divide en tres partes: un aparato armado, una dirección política y una organización de masas. Las mismas que el historiador Iñaki Egaña menciona en su Diccionario histórico-político de Euskal Herria, explicando que «ETA, organización político-militar del MLNV diferenció, por esas fechas [1988], tres troncos dentro del Movimiento de Liberación: KAS, Herri Batasuna y Herri Mugimendua. Sin definir el conjunto sí apuntaba las diferencias e interrelaciones entre unos y otros estadios. Para enlazar los diversos estamentos estaban las organizaciones de KAS, el bloque dirigente de la revolución vasca, según definición de los primeros años de la Reforma. La dinámica de estas tres estructuras propias confluiría precisamente en el MLNV».
Una de las características más notables del MLNV es su elasticidad. Su pervivencia asegura a ETA una cobertura social que tiene capacidad de reproducirse y perpetuarse en el tiempo. Cuando una parte del movimiento se ve amenazado o descabezado, enseguida encuentra un repuesto o una nueva marca sobre la que revestir su actividad. De este modo los continuos golpes policiales sufridos por el MLNV apenas tardan unos meses en ser subsanados.
Otra de las características principales del MLNV es que su infraestructura se ramifica en una amplia serie de organizaciones que se presentan como independientes, extendiéndose en multitud de campos multisectoriales que abarcan al conjunto de la sociedad vasca en sus diferentes ámbitos. Muchas de estas organizaciones no son en principio delictivas. Un ejemplo es el caso de las «herriko tabernas», constituidas legalmente por particulares como asociaciones culturales, y de las que se ha investigado su relación con la financiación de las actividades de Batasuna.
La militancia en los movimientos de liberación nacional es intensamente activa, en contraposición a la apatía de la sociedad actual, y por ello los miembros y simpatizantes del MLNV toman parte en una gran cantidad de movilizaciones multitudinarias.

## Organizaciones del MLNV

### ETA

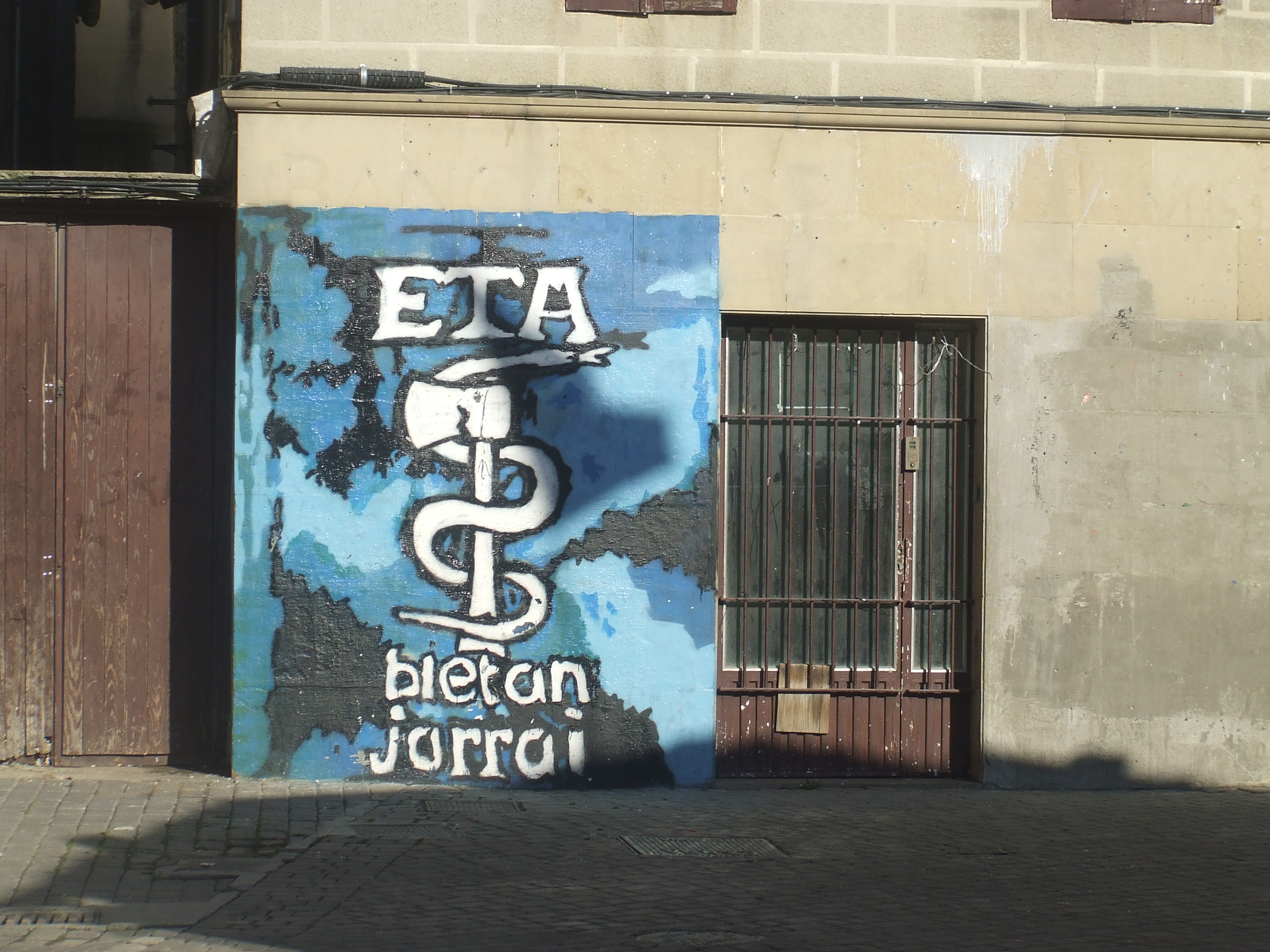
Pintada con el anagrama de ETA.

Euskadi Ta Askatasuna (ETA) fue una organización terrorista de carácter independentista y marxista-leninista.  Sus ataques terroristas fueron condenados por la ONU, y organizaciones de derechos humanos como Amnistía Internacional, que «ha condenado sistemáticamente y sin reservas la violencia de ETA como graves abusos contra los derechos humanos, y rechaza de forma categórica cualquier argumento u objetivo que pretenda justificarlos».
Se suele considerar que ETA desempeñaba un papel central en el MLNV y que, debido a su peso fundamental dentro del mismo, el conjunto de organizaciones del MNLV tendía a alinearse con las directrices marcadas por esta organización terrorista.

### KAS

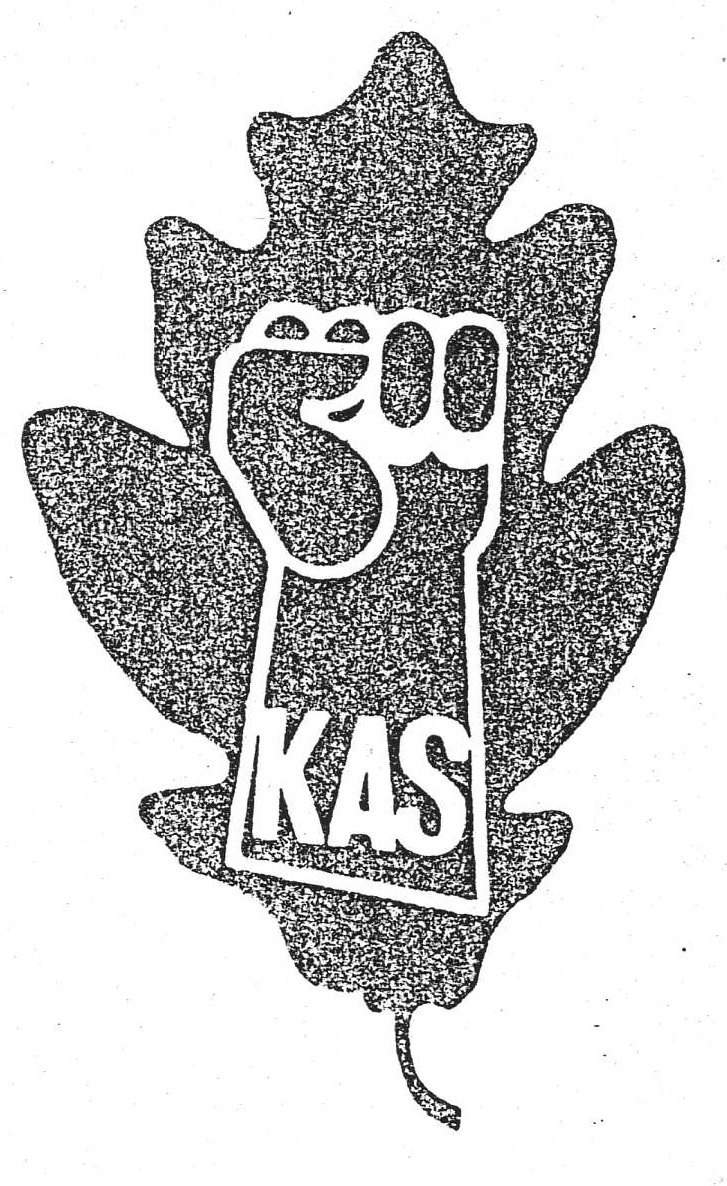
Logo de KAS.

Koordinadora Abertzale Sozialista (KAS) era una organización no registrada que se ha considerado como el aparato político de la banda. 
Durante años la llamada alternativa KAS, que planteaba la negociación política entre ETA y España para conseguir la autodeterminación de Euskal Herria, fue la doctrina oficial política del MLNV. Se basaba en la premisa de que ETA era indestructible, por ello era preciso que, para acabar con ella, el Estado negociara la autodeterminación al modo en que Francia lo hizo con Argelia. 
Esta doctrina saltó por los aires con las detenciones de la cúpula de ETA en Bidart en 1992, cuando por primera vez se hizo creíble una de las muchas desarticulaciones policiales de ETA. KAS tomó las riendas del MLNV mientras ETA se recomponía y sacó adelante la «Ponencia Oldartzen» con la que nació la violencia callejera o kale borroka. KAS cambió de nombre en 1998 y se refundó como Ekin («Hacer»), pero fue inmediatamente intervenida por las autoridades policiales.

### HASI
Herri Alderdi Sozialista Iraultzailea (HASI), el Partido Socialista Revolucionario Popular, fue un partido político fundado en 1977 que nunca llegó a ser legalizado. Fue miembro tanto de la Koordinadora Abertzale Sozialista (KAS) como de la coalición Herri Batasuna, donde representaba las tesis más próximas a ETA (m). Se disolvió en 1992.

### Jarrai

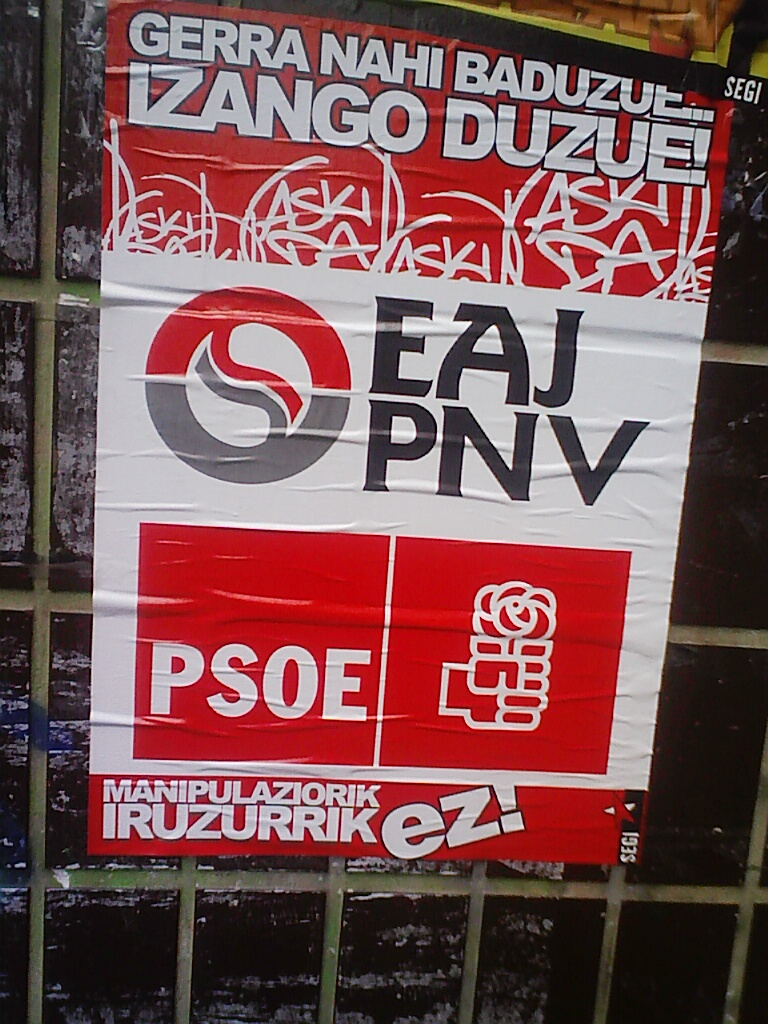
Cartel de Segi contra PNV y PSOE. El texto superior en euskera dice: Si queréis guerra... ¡la tendréis! Y el inferior: ¡No a la manipulación y al fraude!

Jarrai («Continuar») era la organización juvenil de KAS. Actuaba como las juventudes del MLNV, y era una de las principales organizaciones de éste, con gran presencia en actividades callejeras violentas. Sus miembros eran muy activos y algunos la consideraban como la cantera de ETA. Tras unificarse con Gazteriak, colectivo similar del País Vasco francés se refundó como Haika («Levantarse»), y posteriormente, como Segi («Seguir»).

### Xaki
Xaki considerado como el aparato internacional de ETA, fue desmantelado por la policía bajo órdenes del juez Garzón con la acusación de actuar como el «Ministerio de Exteriores» de la banda. Según el juez, sus miembros buscaban cobertura en el extranjero para dar acogida a los miembros huidos de la banda terrorista ETA, además de buscar simpatizantes de la «causa vasca» y otro tipo de actividades dedicadas a financiar la actividad de la banda.

### Askapena
Askapena (Herriekiko Euskal Elkartasuna-Solidaridad Vasca con los Pueblos), es una organización internacionalista vasca constituida en 1987 por el MLNV. Sus ámbitos de trabajo se resumen en «dinamizar y trabajar la solidaridad en Euskal Herria hacia otros pueblos, impulsar la solidaridad hacia la lucha de liberación de Euskal Herria en otros pueblos del mundo» y «participar en el movimiento contra la globalización». Realiza gestiones con organizaciones iberoamericanas, europeas, africanas (en especial de la República Árabe Saharaui Democrática) y asiáticos (sobre todo palestinas), y según diarios como ABC y El País, con gobiernos a los que considera próximos (Venezuela, Bolivia, Nicaragua) para extender en ellos «la idea de una ETA que lucha por la libertad el pueblo vasco frente a la "España de siempre"».
Las brigadas de Askapena son una parte muy importante del trabajo que realizan. Tras un periodo de formación, los brigadistas son enviados a sus destinos por todo el mundo, con la misión de difundir su mensaje mediante reuniones, charlas, entrevistas con medios de información, seminarios y congresos, así como recibir información de diferentes organizaciones respecto a la situación local para luego difundirla en Euskal Herria.
Conmemorando la publicación de su boletín 222, la propia organización afirma su postura: «El Gobierno intensifica la represión que nunca había estado en tregua, persigue a las numerosas organizaciones del movimiento de liberación nacional vasco, encarcela a sus responsables, cierra medios de comunicación, tortura, mata... ETA responde intensificando su actividad armada. Los diferentes sectores sociales que no comparten la estrategia de ETA descalifican su actuación sin tener la misma actitud condenatoria respecto a la feroz represión estatal. Todo este escenario de encarcelamientos, juicios, atentados, condenas han sido reflejados lo mejor que hemos podido en estos boletines».

### Gestoras
La organización Gestoras Pro-Amnistía se encuentra ilegalizada, siendo sustituida por la organización Askatasuna («Libertad»), también ilegalizada, por el EPPK ('Colectivo de Presos Políticos Vascos') y por la organización Etxerat. Gestoras se constituyó como una ONG destinada a dar apoyo a los presos de ETA y a sus familiares. Fue denunciada en varias ocasiones por actuar como órgano disciplinario de los presos y de sus familiares para evitar críticas a la acción terrorista de ETA o la reinserción de sus presos.

### LAB
Langile Abertzaleen Batzordeak (LAB) («Comisiones de Trabajadores Patriotas») es el sindicato del MLNV. Además de la acción meramente sindical, moviliza a los miembros de este sindicato en los días de lucha convocados por el MLNV.

### Batasuna

Bandera de Herri Batasuna.

Batasuna (traducido como «Unidad»), organización ilegalizada en España, no así en Francia, era el partido político del MLNV, surgido tras la escisión de Euskal Herritarrok como una refundación de la coalición Herri Batasuna. Desde la ilegalización de Batasuna en España, diferentes propuestas políticas han retomado la ideología del MLNV, en forma de partidos o de agrupaciones de electores. Muchas de ellas como Aukera Guztiak, Herritarren Zerrenda, Abertzale Sozialisten Batasuna, Autodeterminazioaren Bilgunea, Demokrazia Hiru Milioi, Askatasuna o diversas agrupaciones de electores de carácter local, han sido ilegalizadas por la justicia española al entender que eran las «sucesoras de Batasuna».
Otros dos partidos políticos, Acción Nacionalista Vasca (ANV) y el Partido Comunista de las Tierras Vascas (EHAK-PCTV), fueron suspendidos de actividades bajo la acusación por parte de la justicia española de formar parte del entramado de Batasuna. No obstante en algunas poblaciones se permitió la presencia de partidarios de la autodenominada "izquierda abertzale" en los comicios municipales del 2007 celebrados en el País Vasco y Navarra, siendo sus listas anuladas en otras localidades.

### Herriko tabernas

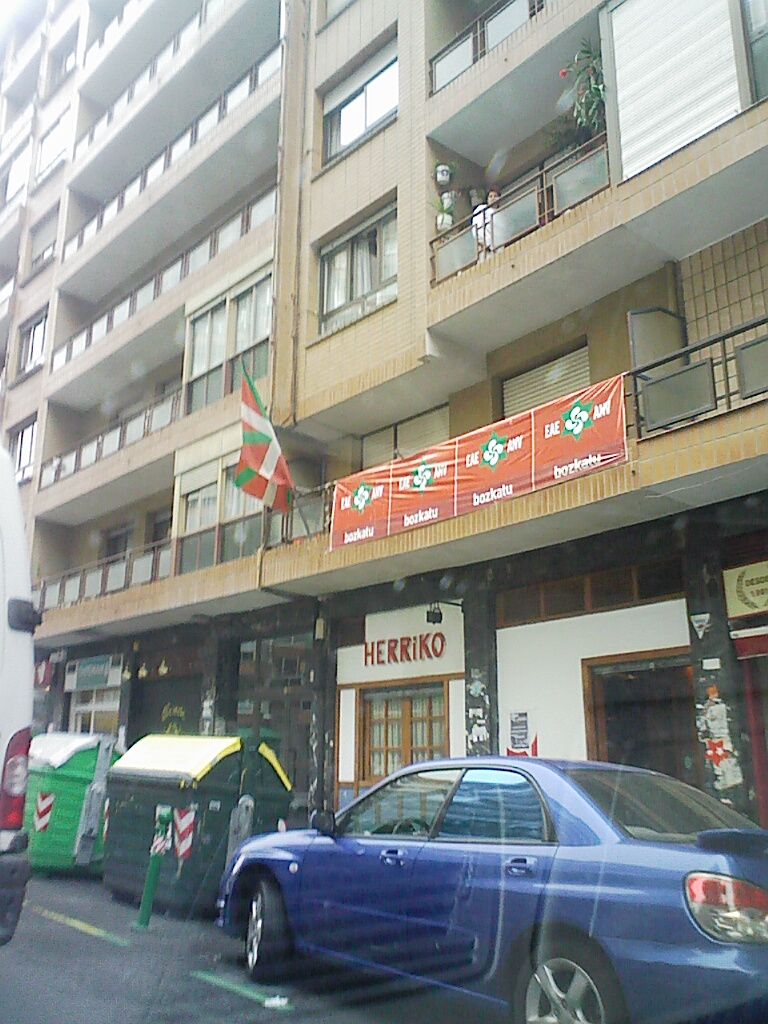
Herriko taberna exhibiendo carteles de la candidatura ANV en Bilbao, candidatura después ilegalizada.

Las «herriko tabernas» son establecimientos de hostelería que tienen entidad local en forma de asociaciones culturales. Tras la ilegalización de Batasuna fueron intervenidas judicialmente al entenderse que actuaban a modo de sedes locales del partido ilegalizado, pero en diciembre de 2007 el Tribunal Supremo de España concluyó que no se podía probar que los locales fuesen propiedad de Batasuna. En julio de 2008, con su petición de apertura de juicio oral, el Ministerio Público dio por finalizada la instrucción de la Fiscalía y en septiembre de ese mismo año se concluyó el sumario, pero no fue hasta finales de julio de 2014 en que la Audiencia Nacional dictó sentencia, condenando a veinte exdirigentes de Batasuna al considerar acreditado que financiaron a ETA a través de las «herriko tabernas».

### Otras
- Egizan: organización feminista y de apoyo a la mujer del MLNV.
- Ikasle Abertzaleak («Estudiantes Patriotas») es un sindicato estudiantil con presencia en colegios, institutos y universidades de todo el País Vasco y Navarra, al que se le han atribuido vínculos con Jarrai.[64] En 2018, Ikasle Abertzaleak rompió con Ernai, organización sucesora de Jarrai, desligándose del MLNV para así comenzar la formación del Movimiento Socialista del País Vasco, marco en el que se crea la organización juvenil GKS ajena al espacio del MLNV.
- Etxerat, anteriormente llamada Senideak («Parientes»), es la asociación de familiares de presos de ETA.
- Gurasoak Kalean («Padres a la calle»): asociación de padres de jóvenes incriminados por kale borroka.
- Udaletxe: órgano de coordinación, planificación y control. Los expertos policiales, tras el análisis de la documentación, concluyeron que era el órgano colegiado de dirección, junto con la organización terrorista ETA, del conjunto del Movimiento de Liberación Nacional Vasco.[65]

## Organizaciones en las que participan miembros del MLNV
Muchos ciudadanos vascos con ideología afín a la del MLNV participan de organizaciones de todo tipo como asociaciones deportivas, culturales, vecinales, comparsas, fanfarrias, establecimientos de hostelería, etc., que basan su organización en la defensa de los valores culturales vascos, así como en ideas nacionalistas e independentistas y de izquierda que, dependiendo de las circunstancias de sus órganos directivos y la ideología de quienes lo conforman en cada momento, son más o menos afines al MNLV. Algunas de ellas son:

### Udalbiltza
Udalbiltza fue una mancomunidad de cargos municipales nacionalistas que nació durante el pacto de Estella como contrapunto a la Federación Española de Municipios y Provincias. Se creó con la intención de ser el primer órgano político de representación popular genuinamente vasco, al abarcar a representantes municipales del País Vasco, Navarra y País Vasco Francés. En este foro sólo participaron representantes de partidos nacionalistas vascos. Cuando la tregua de ETA de 1998 tocó a su fin y el pacto de Estella se dio por liquidado, Udalbiltza sufrió una escisión y sólo los representantes municipales de la izquierda abertzale dieron continuidad al proyecto originario. Fue desmantelada por la policía y sus dirigentes fueron encarcelados acusados de colaborar con ETA. Finalmente, el 20 de enero de 2011 todos ellos fueron absueltos por la Audiencia Nacional porque, según la sentencia de dicho tribunal, «la asamblea de electos es, simplemente, una idea y un proyecto nacionalista, pero no terrorista» y «la mera coincidencia o sintonía entre los objetivos que ETA autoproclama como justificación de su actividad delictiva y los de Udalbiltza no son constitutivo de delito alguno», puesto que «en un estado democrático quedan fuera del ámbito penal la acción política y las opiniones y manifestaciones ideológicas, gusten o no, sean mayoritarias o minoritarias, sean compartidas o no».
Udalbiltza es también la entidad emisora del documento de «Declaración de Nacionalidad Vasca» (EHNA, por las siglas en euskera de Euskal Herriko Naziotasun Aitormena), también conocido como el «DNI vasco», aunque no reconocido como un documento de identidad legal.

### Otras
- Eguzki («Sol»): asociación antinuclear y ecologista. Su aparición, en 1987, aconteció poco después de la clausura de la central nuclear de Lemóniz cuando la izquierda abertzale trato de acaparar los movimientos ecologistas de Euskadi y sus actividades. En 1989 se dividió, creándose el colectivo Eki. Actualmente, las campañas de Eguzki son contra la contaminación, en defensa de los bosques, montañas y ríos, así como por el control de los recursos naturales en el País Vasco (gas y fuentes alternativas de energía) por la propia ciudadanía vasca.

- Askagintza: organización nacida en 1988 encargada de los programas antidroga organizados por el MLNV,[70] tienen una postura antiprohibicionista y defienden medidas educativas y de transformación social y cultural, en un proceso de aprender, personal y colectivamente a vivir en una sociedad con drogas sin drogodependencias.[71]

- Euskal Herrian Euskaraz: asociación que organiza programas de aprendizaje de euskera con el fin de que se cumpla el lema Euskaraz Bizi ('vivir en euskera'). Su fin es el monolingüismo en euskera de una sociedad vasca compuesta por personas plurilingües, debido a que aunque cree que el plurilingüismo de las personas es positivo, en el bilingüismo social siempre terminan por imponerse las lenguas predominantes, refiriéndose al francés y al castellano.[72]

- AEK («Coordinadora de Alfabetización y Euskaldunización»): organización que se dedica a la enseñanza del euskera a personas adultas. Su trabajo consiste en la enseñanza del euskera y en la promoción de su uso, ofreciendo para ello una oferta dirigida a potenciar la cultura vasca a través de sus más de 500 profesores y 100 euskaltegis (centros de enseñanza de euskera). Además organiza la popular Korrika, marcha que reivindica el euskera y que cada dos años recorre toda Euskal Herria, unos 2300 kilómetros, con la participación de miles de personas, siendo multitudinaria en las capitales.[73] Según el diario El Mundo, los documentos incautados a la cúpula de ETA en Bidart en 1992 demostrarían que ésta consideraba que Gestoras, Herri Batasuna y AEK son sus «tres grandes empresas»,[65] si bien ninguna instancia judicial ha constatado irregularidad alguna en la gestión de AEK.[74]

- Kakitzat: organización antimilitarista que coordinaba los movimientos de insumisión ante el servicio militar obligatorio del Ejército español y cuyo discurso influyó notablemente en los planteamientos del MLNV ante esta cuestión.[75] Realizan campañas de denuncia del gasto militar y apuestan por una sociedad con unos valores diferentes a los que imperan en la actualidad, apostando por la resolución pacífica de los conflictos y por formas de convivencia basadas en la colaboración, la igualdad y en la creación de un mundo más justo, utilizando para ello la desobediencia civil no violenta, la movilización ciudadana y la contrainformación.[76]

- Grupos de desobediencia civil: Fundación Joxemi Zumalabe, Bai Euskalherriari, Autodeterminazioaren Biltzarrak (ABK).

- Kaskagorri: comparsa de Bilbao. Existen casos en que a nivel local se forman organizaciones que dependen directamente de otras organizaciones; por ejemplo; la comparsa Kaskagorri,[77][78][79] que monta su propia txosna (bar de fiestas) en la Semana Grande de Bilbao y participa de su comisión de fiestas como entidad cultural. Incluye miembros de Ikasle Abertzaleak y de otras organizaciones juveniles.

- El grupo de comunicación Egin («Hacer») que estaba conformado por un periódico y una emisora de radio y mantenía una línea editorial afín a la izquierda abertzale, aunque sin expresar una vinculación directa con ETA, fue intervenido y cerrado cautelarmente por orden de Baltasar Garzón. Tras enjuiciar a sus miembros y absolverles por falta de pruebas, Egin fue declarado en bancarrota. Parte del nacionalismo vasco tachó esta acción como un ataque a la libertad de expresión, negando que mantuvieran relación alguna con ETA.[80][81]

- Gara («Somos»). Una vez cerrado Egin surgió el diario Gara, que el juez Baltasar Garzón apreció como «el proyecto informativo que sustituye a Egin» según un documento atribuido a ETA titulado «La Iniciativa de ETA».[82] Con una línea editorial idéntica al periódico clausurado y con muchos de los trabajadores del antiguo Egin,[83] el capital necesario para la puesta en marcha del nuevo rotativo fue conseguido gracias a la Sociedad para el Desarrollo de los Medios de Comunicación Vascos (EKHE S.A), formada por unos 10 000 accionistas.[84] Es uno de los medios habitualmente utilizados por ETA para dar a conocer sus comunicados.

- El periódico Egunkaria («Periódico»), único medio diario íntegramente en euskera, fue intervenido policialmente y clausurado cautelarmente en 2003, acusado de financiar a ETA y colaborar con la banda,[85] si bien en el juicio se demostró lo contrario.[86] La línea editorial no era coincidente con las directrices ideológicas del MLNV y no se ha demostrado relación alguna con ETA. El cierre fue considerado por gran parte de la comunidad nacionalista vasca como un ataque a la libertad de expresión y a la lengua vasca. El Gobierno Vasco llegó a pedir en 2005 el sobreseimiento de la causa.[87] Tras el cierre de Egunkaria, su testigo fue cogido por los trabajadores del mismo que no fueron encausados,[88] sacando a los pocos días el periódico Berria (traducible como «Nuevo», «Noticia» o «Nueva»).